# 鬱兔
鬱兔，台灣輕小說作家，2012年在三日月出版社以《御宅魔法師》出道，後來陸續出版《絕命拍檔》、《喵喵魔法屋》、《暴力黑牧師と求愛犬騎士》、《唉呀！變成寶箱怪了》等作品。
文風多變，題材廣泛，思想主題偏向正面，帶點獨特幽默，於2020年與思鄉雀工作室合作《啵嗲多森林》，並於同年5月14上架。
2021年獲選文化部青年獎助年獲選文化部青年獎助計畫。
近期開始走網路式經營，嘗試各類風格創作，如《嘿！聽說妳在鬼島當作家》是以自身出道經歷為出發點，留下自我的紀錄，並希望能帶給新人們一些想法與借鏡，以及《暴力童話》系列漫畫創作。
目前活躍於Penana、巴哈姆特等專欄，且於2021年初開始經營自媒體。

## 筆名
曾因自我懷疑而取了「鬱」，正式出道時編輯建議之下，加了大學時期的綽號「兔」，就成了現在的「鬱兔」。

## 作品

### 商業作品

#### 《唉呀、變成寶箱怪了！》
在尖端出版電子小說平台原創星球上連載的臺灣輕小說。
傳說中，寶箱怪曾經橫行一時。
這種神秘而古老的生物，據說是由寶物魔化而生，又或是守寶如命的人的執念而變成魔物──總而言之與寶物脫離不了關係。
有人流傳只要擊敗寶箱怪就會獲得價值連城的寶物，故整塊大陸掀起獵捕寶箱怪的熱潮，但不曉得是敗給了貪婪的冒險者，還是已無值得守護的寶物存在，寶箱怪神奇地漸漸消失在大陸上……
走投無路的伊多為了逃避債主的追殺而到遠方城鎮避難，因為聽說寶箱怪的出沒而決定碰碰運氣，作夢也沒想到自己居然變成了人人追趕的寶箱怪。
接著他又碰上打著自己主意的少女們──雖然異性緣變好了，不過怎麼看都是工具人的份啊！

在如此險惡的世代，伊多到底該如何活下來呢？

#### 《御宅魔法師》
在三日月書版之出道作，已收回版權。
有史以來停留在初階最久的魔法師──貝魯，

擁有超怪異體質，出團一路安靜遇不到魔物，

魔物一登場，貝魯立即成為被追殺的目標，

且……小怪遇不到，BOSS級大怪一直來，

根本就是冒險團中的極品誘餌！

用兩光魔法製作的不良商品，守著雙親留下的破舊魔法店……

為了生活費，只好靠哥哥賣身……呃是賣武藝去賺生活費啦！

只是哥哥啊！怎麼能為了錢就出賣弟弟，

把宅在家裡的初心魔法師往一線戰場扔過去呢！！

看著兔耳槍手不屑的目光，女戰士隊長眼閃爍的金幣型雙眼……

外加沒良心的踹弟引怪的親哥，

可惡，我才不要當誘敵吉祥物啦啦啦──（用力吶喊）

今夏最夯的冒險團就要出發了～

我們的目標只有……一路BOSS打到爽！

這是什麼悲摧的體質？！凡路過必雜魚退散、直接進入頭目戰！

那那那……練等呢？魔法師的修業呢？？說好的正常練功過程還給我先啊喂！

#### 《絕命拍檔》
身為S.P.T.C學院的高材生，處處受女性歡迎的我──梵．亞爾維斯，好死不死跟了個被公認為天兵的迪亞成了搭檔，人生的悲慘從此展開！
一位是無論筆試、面試、口試、實際試驗，都是優上加優的高材生！
一位是對於攻擊、戰術、偽裝、電腦入侵，幾乎完全都不懂的笨蛋？
高材生 ╳ 笨蛋 ＝ 絕命拍檔！？
且看這對拍檔，如何在各種絕命的事件中，擦出（愛）爆笑的火花！？
這次的絕命任務有：
回收一個號稱詛咒的殺人魔鏡，這種簡單任務？
只不過聽說只要任何人碰到它，或是照到它就會馬上腦出血而死！
在義大利的一個神秘實驗室中，有人在非法研究基因改造，不但製造出合成生物，甚至連……

#### 《我的室友是阿飄！》
張耀銘立志成為小說家，但卻非常地不順遂，又被出版社給當面退稿，努力了很久，就只出過一本書。目前只能在超商打工，過著困苦的生活。面對現實的種種壓力，在他決定要放棄唯一堅持過的夢想之時，卻在一次租屋中，意外碰上了寄宿在房間裡的幽靈──小徹，還有住在隔壁的插畫家方琦。
張耀銘對方琦一見鍾情，但卻不敢行動，最後與小徹達成協議──只要他幫他追方琦，那他也會實現諾言，陪他玩遍遊樂園！卻沒想到小徹第一步卻是附身在方琦所做的兔子玩偶身上，搞得張耀銘的生活天翻地覆……
小徹與方琦都有自己的夢想，也成為支持張耀銘夢想的人，三人在星月下的遊樂園許下心願。
他們的夢想，到底會不會實現呢？

#### 《暴力黑牧師と求愛犬騎士》
新一代的邂逅奇遇，英雄救英雄（咦？
看破壞狂牧師．艾迪恩（♂）
如何抵抗無視性別追求真愛的忠犬騎士（♂）與護草千金（♀）！
因破壞教堂而被驅逐的少年牧師．艾迪恩，
遇上了追逐逝去女友幻影的菜鳥騎士．歐里弗。
牧師與騎士的除魔組合搭檔，深獲村民的歡迎，
然而大家不理解的是……
這個暴力牧師究竟要破壞多少東西才會離開村子！
……這是請神容易送神難的概念？(╯‵□′)╯???

#### 《逃家少爺的Kiss契約》
當逃家少爺遇上不死身面癱男……

格倫：「哎咦？我我我、我們接接接接吻了？！」

埃羅爾：「糟糕了……這可是誓約之吻呀！」

論一吻定終生之可能性

主僕冒險就從KISS開始

為了少爺我要積極向上迎向魔族魔生的光明面

少年格倫為了逃離父親，並解開身上的詛咒，

來到陌生的中央之城，認識了一個奇怪的青年埃羅爾。

自殘成癮的面癱男埃羅爾，每次自殘時都會牽連到格倫，比如：

跳樓自殺——壓昏路人＝格倫！格倫重傷ing……

招惹魔獸——魔獸不理！格倫被魔獸帶走當戰利品ing……

如此孽緣之下，更虐心的是，兩人竟然因「吻」而成了主僕？！

格倫：天啊，我還想出城打怪當冒險者兼公會會長迎娶副會長的說！這下子叫我怎麼去告白？！

#### 《喵喵魔法屋》
日暮旭為了籌備重建樂團的經費而四處尋找打工機會，因而到一間神祕的洋宅工作，沒想到原本只是單純的照顧寵物，卻意外發現牠們居然還會變成人！
一個是處處用暴力威脅人的紅髮大姊，一個是天然呆的雙馬尾小蘿莉，另一個則是標準級的宅男……甚至來個超級帥，嘴巴卻特別賤的金髮帥哥，但──全部都是貓咪？
好不容易和這些難纏的貓咪們（？）搞好關係，卻又發覺原來雇主的神祕身分，日暮旭為了解除被附身的困擾，只好和他們一同前往魔法界……他們到底能不能找到那位神秘的黑巫師呢？

#### 《冰箱侵略者是女神候補？！》
古語道：書中自有黃金屋，書中自有顏如玉。
那麼，冰箱裡有什麼？
──冰箱裡有小精靈！
身為嗜冰症的COOL哥陳浩，面臨一個人生重大問題：
他家的冰箱被侵略了！冰品全被「超自然力量」消滅怠盡！
不僅如此，當他為心上人準備營養餐盒時，
這個自稱是女神後補的(大胃王)冰精靈多莉絲居然耍傲嬌了……
多莉絲：哼，招待僕人的朋友也是理所當然，冰箱裡的東西就隨便你用吧！
陳浩：欸……這冰箱好像是我的吧？食材好像也是我買的吧？

#### 《山神廟後的狐狸村》
望月柊樹因太受歡迎而困擾，故到偏遠山區任教。
他原本以為從此以後就能和自己心愛的二D虛擬人物米米過上平穩的日子，也沒想過要有真實的女友。
誰知道有天，他上山參拜了深山中的山神廟之後，竟然遇上了與米米如出一轍的現實存在人物……只是，性別不對啊！
這個叫做蓮華的狐狸一天到晚糾纏他，到底是巴結他還是帶給他困擾，將他的生活搞得一團亂。
蓮華到底有什麼目的？他能平安擺脫蓮華的糾纏嗎？而這神秘的山神廟到底又與他所在的小村莊有什麼淵源呢？

#### 《守衛龍騎》
在菲索尼洛大陸，凡是到達自立年齡的人都必須自食其力。
初出茅廬的修．雷里洛一出城就碰上龍族，卻對出手相救的藍髮「少女」一見鍾情，因此決定加入他們的公會，但加入的瞬間，發現自己根本誤入賊船。
公會據點竟然只是個疑似危樓的教堂，公會成員人數更是在最底線……更慘的是，阿修所心儀的「少女」索伊，其實是個「他」！而且當初騙他簽下合約的蕾芙亞是個與天使外表不符的腹黑，再加上個動物系少女莉莉，三句不離吃之外又愛消遣他。
在全世界都在狩獵龍族的今日，他們公會卻標新立異地想要保護龍族？身為「最強龍騎士」之子的阿修，常常提心吊膽，就怕以獵龍為豪的父親知道之後，會把他給砍了！
這次聽說了有傳說中已滅絕的王龍出沒，普雷特公會一行人前往尋找牠的蹤跡，卻意外碰上了同樣在尋找牠的獵龍團，更慘的是，阿修的妹妹花婗也在隊伍裡面。
為了避開他們，普雷特公會成員們選擇繞遠路，卻在荒煙蔓草中誤打誤撞地找到了被時間所遺忘的「龍隱國」遺跡。
在阿修探索遺跡的同時，父親傳給他的劍居然像是受到吸引似地發出了奇異的光芒。他跟著劍的指示走，卻沒想到這把劍，竟是解開滅絕千年的龍隱國公主「席娜．羅卓尼」的時間封印鑰匙──
跟隨著脫線、被定位為誘餌的倒楣龍騎士，與各種雷(？)的夥伴們出發，在這塊與龍族密不可分的神祕大陸，來場驚心動魄的冒險吧！

#### 《我們班的野良貓同學》
邊緣少年楊哲瑋被貓詛咒，將會漸漸變成一隻貓！
當天，他沒覺得有什麼異狀，但班導師早點名的時候，他卻不自覺地發出了「喵」來回答本來的「有」，而引起班上哄堂大笑……
因意外撞到他暗戀的校花蘇小薇，但蘇小薇有嚴重的恐男症，很怕跟男生有任何的肢體接觸，就在楊哲瑋以為完蛋的時候，她卻意外地主動搭話……
楊哲瑋發現自己的感知能力變強，能知道遠處的動靜，出門買東西時，居然遠遠聞到蘇小薇的味道，然而正期待著不期而遇的時候，卻是一隻哈士奇朝他衝了過來……
因這陣子與蘇小薇走得太近，而被不明人士惡作劇，事後楊哲瑋被蘇小薇發好人卡，卻反而與惡作劇同學成為朋友，但他的目的是為了接近蘇小薇……
不過因為楊哲瑋和惡作劇同學突然關係變好，讓班上的腐女們想入非非，甚至提議要在園遊會的時候舉辦女僕咖啡廳，還讓楊哲瑋當看板娘……
園遊會時，貓研社的學姊小婕也來湊熱鬧，而楊哲瑋與小婕的親密互動使蘇小薇有點在意，也許愛情正悄悄地萌芽了……

#### 《花使 雨季的繡球花》
浪漫祕境．一見鍾情

多愁善感流浪畫家 邂逅 神祕繡球花少女

是注定相遇，還是巧合？

一場美麗又短暫的單戀、一次沒有結果的獨自等待……

他們的愛情，能不能圓滿？

天界的一端，是百花盛開的美麗花園。

馨香、芬芳、非常無聊～

身為負責照顧花圃的花使，彤蘿今天終於找到機會偷溜──

代替膽小的小夥伴到人間完成任務！

但是，為什麼她要幫這位宅男畫家追暗戀的少女啊？

就算住他家白吃白喝，那也不是花使的工作好嗎～

殊不知，神祕少女繡繡的身分竟然如此特別！

屢次拜訪落空，是因為她只在繡球花雨季之時現身；

而住在山中的廢棄小屋裡，是因為……？

繡繡似乎有著未完成的願望……

三人在雨季的這座山頭，交織了一段跨越時空與種族的戀愛故事……

#### 《守護天使全年無休》
正太天使全力出擊！
向來運氣超差的何宇斕，每年生日都會更倒楣，上天終於看不下去，破例派了個天使來當他的守護者。可惜這位天使卻非常兩光，雖然小倒楣是避免了，卻惹來更多的麻煩，又因為何宇斕常對空說話，被別人誤以為是瘋了。
何宇斕想盡辦法要驅逐這個不請自來的不速之客，甚至不惜裝壞人，卻意外捲入紛爭之中，還好最後是天使救了他，而他也不得不承認這不是幻影，而是貨真價實的守護天使。
有了天使在身邊，何宇斕決定要出門試試他有多大的能耐。因為有天使在，對比以前何宇斕真是太倒楣，平常的小確幸也讓他覺得非常開心。他發覺有天使在身邊，確實真的不錯，他也欣然接受了。
妹妹的校園霸凌風波，父親的公司裁員事件，守護天使又將如何來幫助他呢……
而何宇斕自身對於母親的心結問題，又將會如何來化解呢……

### 電子書
建檔中

### 遊戲

#### 《啵嗲多森林》
奇幻世界的啵嗲多森林，住著一群可愛的動物們。
熱愛地瓜，擅長做菜與家務的溫柔紅妻，今天也是相當受歡迎～
淘氣活潑，總是拿著火焰槍橫行的藍兔，又會鬧出什麼趣事呢？
開心熱鬧的森林，各有特色的萌萌小夥伴們會越來越多唷！
這兩隻小動物，今天又要去哪裡冒險呢？
又將碰上什麼奇遇呢？
讓我們快點出發吧✩

## 外部連結
- . www.youtube.com.   [2021-12-21]. （原始内容存档于2021-12-21）.
- 鬱兔. . 巴哈姆特資訊網站.   [2020-06-18]. （原始内容存档于2021-04-08）.
- 鬱兔. . 鬱兔的金幣窩.   [2020-06-18]. （原始内容存档于2021-04-07）.